# Premis Ondas 1956
Els Premis Ondas 1956 van ser la tercera edició dels Premis Ondas, atorgats el 14 de novembre de 1956 a Barcelona. En aquesta edició es diferencien les categories de premis en Premis Nacionals i Premis Internacionals.

## Nacionals de ràdio
- Millor labor cultural: Gaspar Tato Cumming de Radio Dersa de Tetuan
- Millor labor musical: Odón Alonso Ordás de RNE Madrid
- Millor labor esportiva: José L. Lasplazas de RNE Barcelona
- Millor locutora: Carmina Morón de Radio Sevilla
- Millor actriu: Encarna Cubells de Radio Valencia

## Internacionals de ràdio
- Millor labor musical: Mestre Carlo Alberto Pizzini de RAI Roma (Itàlia)
- Millor actriu: Irene Worth de BBC Londres (Gran Bretanya)
- Millor actor: Howard Marion-Crawford de BBC Londres (Gran Bretanya)